# Polska Ludowa Akcja Niepodległościowa
Polska Ludowa Akcja Niepodległościowa (PLAN) – tajna lewicowa organizacja niepodległościowa utworzona 15 października 1939 przez nielicznych działaczy wywodzących się z przedwojennego Związku Polskiej Młodzieży Demokratycznej, młodych studentów środowiska czasopisma „Orka na Ugorze”, do których na przełomie listopada i grudnia 1939 przyłączyła się grupa KIMB – (Krąg Instruktorów im. Mieczysława Bema), na którego czele stał hm. Juliusz Dąbrowski ps. „Bem”, oraz młodzież harcerska związana przed wojną z 23 Warszawską Drużyną Harcerzy im. Bolesława Chrobrego „Pomarańczarnia”. W tej grupie do PLAN-u wszedł m.in. Tadeusz Zawadzki ps. „Zośka”.

## Historia
Po ostatecznym skrystalizowaniu się struktury organizacyjnej PLAN-u, na którego czele stanął Komendant – Jerzy Drewnowski „Stanisław” i szef Sztabu – początkowo Gustaw Herling-Grudziński, a po nim kpt. Zbigniew Rawicz-Twaróg „Jacek”, w Sztabie PLAN-u utworzono dwa wydziały o charakterze wyraźnie militarnym: Wydział Wojskowy i Wydział Bojowy. Zadaniem Wydziału Wojskowego, którym kierował oficer 32. dal. por. sł. st. Józef Kotowicz, było przede wszystkim prowadzenie szkolenia wojskowego członków organizacji. Pierwsi przeszkoleni członkowie PLAN-u mieli stanowić kadrę dowódczą przyszłych oddziałów partyzanckich i powstańczych.
Wydział Bojowy, kierowany przez Kazimierza Kotta (ps. „Światowid”, „Andrzej Dubiński”), miał prowadzić działalność o charakterze początkowo akcji małosabotażowej i sabotażowej, a następnie akcji bojowej. PLAN wydawał i kolportował pismo konspiracyjne „Biuletyn Polski” (były to prymitywnie powielane streszczenia z nasłuchów radiowych), a od stycznia 1940 „Polskę Ludową”.
Realizatorem tych zadań miały być utworzone w Warszawie „piątki”, złożone przede wszystkim z młodzieży robotniczej, rzemieślniczej i uczniowskiej. Kilka takich „piątek” tworzyć miało „dzielnicę”, na której czele stał Szef, a w składzie byli podlegający mu bezpośrednio dowódcy „piątek” oraz szef komórki wywiadu i kolportażu. Każda taka „dzielnica” miała być powiązana z grupą oficerów z Wydziału Wojskowego, szkolących jej członków w zakresie wiedzy wojskowej. Realizacja tych zamierzeń została przerwana przez aresztowania, jakie spadły na PLAN w połowie stycznia 1940 i objęły niemal cały jej aktyw kierowniczy – dlatego do dziś nie udało się ustalić w jakim stopniu zostały one zrealizowane. Wiadomo jedynie, że Wydział Bojowy był najsprawniej działającym członem organizacji. W ciągu trzech miesięcy udało mu się utworzyć zalążki „dzielnic” i przeprowadzić kilka udanych akcji małego sabotażu.
PLAN następująco formułowała cele organizacji:
1. walka o niepodległość Polski
2. wychowanie nowego człowieka w Polsce
3. walka, a potem praca dla Polski Ludowej.

Cel trzeci – ostateczny, składał się z kilku podpunktów, mówiących o współpracy z „bratnimi narodami w Stanach Zjednoczonych Europy Środkowej”. Zapowiadano, że PLAN nie spocznie, „dopóki głód i nędza nie zostaną pokonane, a człowiek pracy nie stanie się legalnym rządcą w państwie”, że musi być „stanowczo i natychmiast przeprowadzona reforma rolna, a warsztaty pracy muszą się stać spółdzielniami pracy ich pracowników”.
Jeszcze przed uderzeniem Gestapo, w połowie grudnia 1939 z PLAN-u odeszła grupka harcerzy z Tadeuszem Zawadzkim „Zośką” w tym m.in. Jan Bytnar „Rudy” i Aleksy Dawidowski „Alek”, którzy włączyli się w działalność Szarych Szeregów, Służby Zwycięstwu Polski (późniejszy ZWZ) i Organizacji Małego Sabotażu „Wawer”.
Rozbicie organizacji przez warszawskie Gestapo i opuszczenie Warszawy przez Kazimierza Kotta, który zdołał umknąć z siedziby Gestapo w al. Szucha, a który trzymał w swych rękach wszystkie nici organizacyjne Wydziału Bojowego, spowodowało, że członkowie PLAN-u rozproszyli się i nie został on już w pełni odtworzony.
Niewielka grupa spośród ocalałych z aresztowań członków PLAN-u z Cezarym Szemleyem na czele podjęła próby odtworzenia organizacji. Mimo używania dawnej nazwy, de facto była to już nowa organizacja, stąd w literaturze nazywana jest często PLAN II. W ramach akcji scaleniowej PLAN przystąpił do ZWZ, zachowując autonomię polityczną. PLAN wydawał pisma Rzeczpospolita i Polska Ludowa. Organizacja miała charakter demokratyczny, lewicowy, antyklerykalny. Była zwolennikiem szerokiej nacjonalizacji gospodarki i powstania federacji narodów Europy Wschodniej. W 1943 PLAN udzielił szerokiej pomocy ŻOB i ŻZW.
Głównym twórcą programu politycznego PLAN był Wacław Barcikowski. We władzach organizacji znaleźli się również Jan Nepomucen Miller i Stefan Kurowski (właśc. Warszawski). Ze względu na krytykę koncepcji „stania z bronią u nogi” PLAN zaczął coraz bardziej dystansować się od AK. W 1943 PLAN współorganizował Naczelny Komitet Ludowy, a w 1944 Centralny Komitet Ludowy. Oddziały zbrojne PLAN-u weszły w skład Polskiej Armii Ludowej. W okresie powstania warszawskiego CKL, w tym PLAN uznał zwierzchnictwo PKWN.